# 司馬陵
司馬陵（3世紀—283年5月22日），字子山，河内郡温县（今河南省焦作市温县）人，曹魏司隸從事、安城亭侯司馬通长子，晋朝宗室。

## 生平
司马陵在曹魏出任议郎。晋武帝司马炎接收禅让建立西晋后，于泰始元年十二月丁卯（266年2月9日）封司马陵为北海王，食邑四千七百户。咸宁三年八月癸亥（277年10月5日），司马陵改封任城王，前往封国。太康四年四月戊寅（283年5月22日），司马陵去世，谥号景，儿子司马济被册立为任城王。

## 兄弟
- 司马顺，曹魏习阳亭侯
- 司马斌，西晋西河缪王

## 延伸阅读
[在维基数据编辑]
 《晉書·卷037》，出自房玄齡《晉書》